# نویمارک (زاکسونی)
نویمارک (به آلمانی: Neumark) یک شهر در آلمان است که در فوگتلاندکرایس واقع شده‌است. نویمارک ۳٬۲۶۲ نفر جمعیت دارد.